# Sassacus papenhoei
Sassacus papenhoei är en spindelart som beskrevs av Peckham, Peckham 1895. Sassacus papenhoei ingår i släktet Sassacus och familjen hoppspindlar. Inga underarter finns listade i Catalogue of Life.